# Nationaldivisioun (2014/2015)
Nationaldivisioun 2014/2015 (oficjalnie znana jako BGL Ligue ze względów sponsorskich) – była 101. edycją najwyższej klasy rozgrywkowej w Luksemburgu. Brało w niej udział 14 drużyn, które w okresie od 1 sierpnia 2014 do 23 maja 2015 rozegrały 26 kolejek meczów. Sezon zakończyły baraże o miejsce w przyszłym sezonie w Nationaldivisioun. Obrońcą tytułu była drużyna F91 Dudelange. Mistrzostwo po raz siódmy w historii zdobyła drużyna Fola Esch.

## Drużyny
| Uczestnicy poprzedniej edycji                                                                                 | Uczestnicy poprzedniej edycji | Uczestnicy poprzedniej edycji | Uczestnicy poprzedniej edycji |
| --- | ----------------------------- | ----------------------------- | ----------------------------- |
| DUD | F91 Dudelange                 | 1                             |                               |
| FOL | Fola Esch                     | 2                             |                               |
| DIF | FC Differdange 03             | 3                             |                               |
| JES | Jeunesse Esch                 | 4                             |                               |
| PRO | Progrès Niedercorn            | 5                             |                               |
| ETZ | Etzella Ettelbruck            | 6                             |                               |
| KÄE | UN Käerjéng 97                | 7                             |                               |
| GRE | CS Grevenmacher               | 8                             |                               |
| WIL | FC Wiltz 71                   | 9                             |                               |
| JEC | Jeunesse Canach               | 10                            |                               |
| RUM | US Rumelange                  | 11                            |                               |
| Awans z Éierepromotioun 2013/2014                                                                             |                               |                               |                               |
| VIC | Victoria Rosport              | 1                             |                               |
| HOS | US Hostert                    | 2                             |                               |
| Zwycięzca baraży o Nationaldivisioun                                                                          |                               |                               |                               |
| MON | US Mondorf-les-Bains          | 3                             |                               |
| Oznaczenia: - kolumna pierwsza – skróty nazw drużyn, - kolumna trzecia – miejsce zajęte w poprzednim sezonie. |                               |                               |                               |

## Tabela
| Lp. | Drużyna               | M  | Z  | R | P  | B+ | B- | +/– | Pkt | Kwalifikacja lub spadek                      |
| --- | --------------------- | -- | -- | - | -- | -- | -- | --- | --- | -------------------------------------------- |
| 1   | Fola Esch (M)         | 26 | 19 | 4 | 3  | 63 | 21 | +42 | 61  | Liga Mistrzów UEFA • II runda kwalifikacyjna |
| 2   | Differdange 03 (P)    | 26 | 18 | 5 | 3  | 61 | 31 | +30 | 59  | Liga Europy UEFA • I runda kwalifikacyjna    |
| 3   | F91 Dudelange         | 26 | 16 | 6 | 4  | 55 | 20 | +35 | 54  | Liga Europy UEFA • I runda kwalifikacyjna    |
| 4   | Progrès Niedercorn    | 26 | 15 | 5 | 6  | 51 | 29 | +22 | 50  | Liga Europy UEFA • I runda kwalifikacyjna    |
| 5   | Jeunesse Esch         | 26 | 12 | 8 | 6  | 46 | 34 | +12 | 44  |                                              |
| 6   | Victoria Rosport      | 26 | 8  | 7 | 11 | 36 | 46 | −10 | 31  |                                              |
| 7   | Etzella Ettelbruck    | 26 | 9  | 3 | 14 | 36 | 50 | −14 | 30  |                                              |
| 8   | US Mondorf-les-Bains  | 26 | 8  | 5 | 13 | 30 | 40 | −10 | 29  |                                              |
| 9   | Grevenmacher          | 26 | 8  | 5 | 13 | 24 | 48 | −24 | 29  |                                              |
| 10  | Rumelange             | 26 | 7  | 7 | 12 | 29 | 38 | −9  | 28  |                                              |
| 11  | Wiltz                 | 26 | 7  | 6 | 13 | 29 | 38 | −9  | 27  |                                              |
| 12  | UN Käerjéng 97 (B, S) | 26 | 8  | 3 | 15 | 33 | 52 | −19 | 27  | Baraże o Nationaldivisioun                   |
| 13  | US Hostert (S)        | 26 | 5  | 8 | 13 | 35 | 52 | −17 | 23  | Spadek do Éierepromotioun                    |
| 14  | Jeunesse Canach (S)   | 26 | 3  | 6 | 17 | 16 | 45 | −29 | 15  | Spadek do Éierepromotioun                    |

## Wyniki
| Gospodarz \ Gość     | DUD | FOL | DIF | JEU | PRO | ETZ | KÄE | GRE | WIL | JEC | RUM | MON | VIC | HOS |
| -------------------- | --- | --- | --- | --- | --- | --- | --- | --- | --- | --- | --- | --- | --- | --- |
| F91 Dudelange        |     | 0–2 | 2–1 | 2–2 | 1–0 | 2–0 | 2–3 | 5–0 | 3–0 | 3–0 | 2–0 | 0–0 | 4–0 | 3–1 |
| Fola Esch            | 3–0 |     | 2–3 | 1–1 | 2–4 | 2–1 | 4–0 | 3–0 | 2–1 | 1–0 | 7–1 | 4–1 | 4–2 | 3–1 |
| Differdange 03       | 1–1 | 1–1 |     | 3–2 | 3–1 | 2–1 | 5–0 | 1–1 | 3–0 | 2–1 | 2–1 | 3–2 | 3–2 | 6–1 |
| Jeunesse Esch        | 0–4 | 0–1 | 3–3 |     | 2–2 | 5–1 | 2–0 | 4–2 | 2–0 | 4–2 | 2–1 | 1–0 | 2–1 | 2–2 |
| Progrès Niedercorn   | 1–2 | 1–0 | 1–2 | 2–2 |     | 3–0 | 3–0 | 6–0 | 2–0 | 1–0 | 1–0 | 2–2 | 2–0 | 3–3 |
| Etzella Ettelbruck   | 0–0 | 0–3 | 1–2 | 0–3 | 2–3 |     | 0–3 | 2–3 | 2–1 | 4–0 | 1–0 | 3–0 | 1–1 | 3–2 |
| UN Käerjéng 97       | 0–5 | 0–3 | 1–3 | 1–3 | 2–1 | 2–3 |     | 1–2 | 1–1 | 1–2 | 2–2 | 2–0 | 0–1 | 2–0 |
| Grevenmacher         | 0–2 | 1–5 | 0–0 | 1–3 | 1–0 | 0–2 | 0–2 |     | 0–3 | 1–0 | 0–2 | 0–0 | 2–2 | 2–1 |
| Wiltz                | 3–0 | 1–1 | 2–1 | 0–0 | 0–0 | 3–1 | 0–2 | 1–0 |     | 1–1 | 0–1 | 2–0 | 1–2 | 3–3 |
| Jeunesse Canach      | 0–0 | 0–1 | 1–2 | 0–0 | 1–2 | 1–4 | 1–5 | 0–3 | 0–3 |     | 0–1 | 0–1 | 0–0 | 1–0 |
| Rumelange            | 1–1 | 0–1 | 1–2 | 0–1 | 2–4 | 0–0 | 3–1 | 0–3 | 4–0 | 1–0 |     | 1–1 | 2–2 | 2–2 |
| US Mondorf-les-Bains | 0–5 | 0–1 | 1–2 | 2–1 | 1–0 | 4–1 | 3–1 | 1–2 | 3–1 | 1–2 | 0–1 |     | 1–0 | 1–1 |
| Victoria Rosport     | 1–2 | 1–5 | 0–4 | 3–1 | 1–1 | 2–1 | 0–0 | 2–0 | 2–1 | 1–1 | 2–1 | 1–4 |     | 4–1 |
| US Hostert           | 1–4 | 1–1 | 2–1 | 0–1 | 1–2 | 1–2 | 3–0 | 0–0 | 2–1 | 2–2 | 1–1 | 2–1 | 2–1 |     |

## Baraże o Nationaldivisioun
W barażach o Nationaldivisioun zagrały 12. zespół ligi – UN Käerjéng 97 – i 3. zespół Éierepromotioun – UNA Strassen. UNA zwyciężył 3:0 w regulaminowym czasie gry i awansował do Nationaldivisioun. UN Käerjéng 97 spadł poziom niżej.
| 29 maja 2015 | UN Käerjéng 97 | 0:3(0:1)Raport | UNA Strassen · 15', 47' Jager · 87' Delgado | Stade Alphonse Theis, Hesperange Sędzia: Alain Durieux |
|              |                |                |                                             |                                                        |

## Najlepsi strzelcy
| Bramki | Strzelcy                   | Drużyna            |
| ------ | -------------------------- | ------------------ |
| 21     | Sanel Ibrahimović          | Jeunesse Esch      |
| 15     | Aleksandr Karapetjan       | F91 Dudelange      |
| 14     | Jeff Lascak                | Victoria Rosport   |
| 12     | / Samir Hadji              | Fola Esch          |
| 12     | Hakim Menaï                | Progrès Niedercorn |
| 11     | José Inácio Cabral Barbosa | US Rumelange       |
| 11     | Omar Er Rafik              | FC Differdange 03  |
| 11     | Antonio Luisi              | FC Differdange 03  |
| 10     | Lévy Rougeaux              | Progrès Niedercorn |
| 9      | Grégory Adler              | US Hostert         |
| 9      | Gauthier Caron             | FC Differdange 03  |
| 9      | Jakob Dallevedove          | Fola Esch          |

Źródło: